# Soyons gais
Soyons gais è un film commedia in bianco e nero del 1930 diretto da Arthur Robison. È il remake in lingua francese di La moglie bella (Let Us Be Gay, 1930).

## Trama
Una giovane donna divorziata, è costretta a sedurre il suo ex marito, per impedirgli di corteggiare un'altra giovane donna, che sua zia gli ha scelto.